# Si Votha
Si Votha (tiếng Khmer: ស៊ីវត្ថា, hay Si Vattha) (khoảng 1841 - 31 tháng 12 năm 1891) là một hoàng tử của Campuchia. Ông đã dành cả cuộc đời của mình để chiến đấu với người anh em cùng cha khác mẹ, vua Norodom để giành giật ngai vàng và là người đã phát động cuộc khởi nghĩa chống lại Pháp và triều đình Khmer từ năm 1861 đến năm 1892.
Si Votha là cháu nội của vua Ang Eng (1772-1796) và là con của vua Ang Duong. Những ghi chép tiểu sử của ông chỉ ghi nhận rằng ông có một con gái tên là Neak Ang Mechas (Công chúa) Ang Duong Rath Votha. Si Votha có hai anh em cùng cha khác mẹ, Norodom và Sisowath của Campuchia, và Norodom là người được thừa kế ngai vàng.

## Khởi nghĩa
Năm 1863, vua Norodom ký hiệp ước chấp nhận sự bảo hộ của Pháp lên vương quốc. Quyền lợi dân tộc bị xúc phạm và quyền lợi của giai cấp phong kiến bị tổn hại. Si Votha và một số đại biểu của giai cấp phong kiến đã đứng lên khởi nghĩa.
Phong trào đầu tiên nổ ra vào giữa năm 1861 ở tỉnh Kampong Thom và vùng bắc Biển Hổ. Ở tỉnh Prey Veng, đông đảo nhân dân đã nổi dậy. Nghĩa quân đánh chiếm dinh tổng đốc. Các trụ sở hành chính bị chiếm. Khởi nghĩa Ba Phnum thắng lợi đã lôi cuốn phong trào các vùng lân cận và lan ra khắp các tỉnh phía đông sông Mê Công, có khả năng dẫn tới một phong trào đấu tranh mang tính chất toàn quốc.
Norodom tập hợp 3000 quân, chia đi khắp nơi để đàn áp cuộc khởi nghĩa. Chủ lực quân khởi nghĩa ở phía nam đã đánh bại cánh quân Nam của triều đình. Norodom rút quân về Phnôm Pênh để ngăn ngừa nghĩa quân tiến về kinh đô Oudong.
Nhân đà thắng lợi, khí thế của nghĩa quân bừng bừng, quân sĩ tiến về Oudong. Trước sức mạnh của nghĩa quân, Norodom liền cùng hoàng tộc chạy về Battambang, có ý định chạy sang Xiêm cầu cứu.
Oudong nằm trong tình trạng hỗn loạn. Bộ máy chính quyền của phong kiến hầu như không còn hoạt động. Nhưng nghĩa quân đã để mất thời cơ vì Hoàng thân Si Votha đã không có mặt ở kinh đô Oudong để lãnh đạo khởi nghĩa.
Mùa xuân 1862, vua Norodom sang Băng Cốc cầu cứu vua Xiêm đàn áp cuộc khởi nghĩa. Vua Xiêm đã giúp đỡ Norodom về nước và đưa quân tập trung ở biên giới để làm hậu thuẫn cho quân đội của triều đình Khmer.
Mùa thu năm 1862, triều đình Campuchia nhờ sự giúp đỡ của Pháp và Xiêm đã đánh lui nghĩa quân. Baphnum, trung tâm của phong trào bị quân triều đình chiếm lại. Nghĩa quân không giữ được Phnôm Pênh, phải rút về miền Bắc Campuchia và bị tổn thất nặng nề.
Phong trào bị chìm lắng một thời gian. Cuối năm 1876 Si Votha lại nổi dậy. Quân triều đình nhiều lần kéo đến vây đánh, nhưng nghĩa quân áp dụng chiến thuật du kích, tránh đối đầu với quân triều đình để bảo toàn lực lượng, nên họ không thể đàn áp nghĩa quân. Dưới sự lãnh đạo của Si Votha, nghĩa quân lại hoạt động mạnh ở Baphnum. Phong trào đấu tranh của nhân dân trở thành mối đe dọa đối với triều đình Khmer và Thực dân Pháp.
Chính trong lúc cuộc khởi nghĩa của Si Votha bước vào cao trào mới, thực dân Pháp đã hoàn thành việc thay thế Xiêm. Phong trào đấu tranh do Sivôtha lãnh đạo thành trở lực chính đối với âm mưu xâm lược của thực dân Pháp. Chúng điều tàu chiến, quân đội, súng ống và các cố vấn huấn luyện quân đội nhằm tăng cường lực lượng quân sự để giữ cho Nôrôđôm có thể tồn tại.
Quân Pháp và quân triều đình tập trung vây quét nghĩa quân ở Baphnum. Ngày 18 tháng 2 năm 1877, họ bao vây đại bản doanh của Si Votha ở Vát Pachi. Hoàng thân Si Votha và nghĩa quân nhanh chóng rút khỏi khu vực nguy hiểm. Cuộc vây quét bị thất bại, nhưng sau đó nghĩa quân lâm vào tình trạng khó khăn.
Tháng 3 năm 1877, Hoàng thân Si Votha di chuyển quân lên phía bắc và hoạt động mạnh ở các tỉnh phía đông bắc, đánh chiếm tỉnh Tbong Khmum, Norodom phải phái đội quân trung thành với triều đình và đơn vị lính Tagan đánh lấy lại tỉnh này. Triều đình Khmer và Thực dân Pháp không dập tắt được phong trào đấu tranh do Si Votha lãnh đạo, chừng nào Si Votha chưa bị bắt.
Tháng 10 năm 1892 Si Votha ốm nặng và từ trần ở tỉnh Kampong Thom. Phong trào đấu tranh sau đó suy yếu dần và tan rã.

## Ý nghĩa của phong trào
Cuộc khởi nghĩa do Si Votha lãnh đạo bị thất bại nhưng đã để lại cho nhân dân Khmer nhiều bài học lịch sử có ý nghĩa lớn lao. Với tinh thần đấu tranh bất khuất, mặc dù kẻ thù mạnh hơn, có vũ khí tốt hơn, nhưng nghĩa quân đã nhiều phen làm quân thù khiếp đảm. Không khuất phục đầu hàng, Si Votha người anh hùng dân tộc của Campuchia đã nêu tấm gương sáng cho nhân dân Campuchia. Si Votha dù đã hy sinh nhưng mãi mãi cổ vũ dân tộc Campuchia bước tiếp trên con đường đấu tranh vì tương lai tươi sáng của dân tộc và hạnh phúc của nhân dân.